# Richard Rober
Richard Rober, geboren als Richard Rauber (* 14. Mai 1910 in Rochester, New York, Vereinigte Staaten; † 26. Mai 1952 in Santa Monica, Kalifornien, Vereinigte Staaten), war ein US-amerikanischer Schauspieler bei Bühne und Film.

## Leben und Wirken
Rober hatte seit den 1930er Jahren Theater gespielt und 1936 auch seinen ersten (noch winzigen) Auftritt vor der Kamera absolviert, ehe er unmittelbar nach Eintritt der USA in den Zweiten Weltkrieg an den Broadway ging. Dort sah man ihn bis 1948 in unregelmäßigen Abständen in vier Stücken: den drei Musicals Banjo Eyes, Star and Garter und Oklahoma! und in dem Drama Ramshackle Inn.
Seit 1947 in Los Angeles ansässig, gab Richard Rober sein eigentliches Leinwand-Debüt mit einer kleinen Beamtenrolle in dem Série-Noir-Klassiker Kennwort 777. In den kommenden knapp fünf Jahren drehte Robert mit Rollen ganzer (aber stets ein wenig farbloser) Kerle Film auf Film: Während er in B-Filmen oftmals eine Hauptrolle ergattern konnte, sah man ihn in A-Produktionen an der Seite von Topstars wie Clark Gable (Hoher Einsatz), Gary Cooper (Sturm über dem Pazifik), Barbara Stanwyck (Strafsache Thelma Jordon), John Wayne (Düsenjäger) und Spencer Tracy (Ein Geschenk des Himmels) lediglich mit Nebenrollen.
Kurz nach Ende der Dreharbeiten des in Süddeutschland entstandenen Thrillers Des Teufels Erbe mit Gene Kelly als Partner kam Richard Rober im heimischen Kalifornien bei einem Autounfall ums Leben.

## Filmografie (Auswahl)
- 1936: Sheik to Sheik (Kurzfilm)
- 1938: Night Intruder (Kurzfilm)
- 1947: Kennwort 777 (Call Northside 777)
- 1948: April Showers
- 1948: Betrug (Larceny)
- 1948: Hoher Einsatz (Any Number Can Play)
- 1949: Illegal Entry
- 1949: Sturm über dem Pazifik (Task Force)
- 1949: Rauschgiftbrigade (Port of New York)
- 1949: Strafsache Thelma Jordon (The File on Thelma Jordon)
- 1950: Gesetzlos (Backfire)
- 1950: Sierra
- 1950: Brustbild, bitte! (Watch the Birdie)
- 1950: Ein Geschenk des Himmels (Father’s Little Dividend)
- 1950: Abgeschoben (Deported)
- 1951: Verschwörung im Nachtexpreß (The Tall Target)
- 1951: Die Faust der Vergeltung (Passage West)
- 1951: Stadt in Aufruhr (The Well)
- 1951: Mann im Sattel (Man in the Saddle)
- 1952: Tolle Texasgirls (Outlaw Women)
- 1952: Kid Monk Baroni
- 1952: Fünf Perlen (O. Henry’s Full House)
- 1952: Der weiße Sohn der Sioux (The Savage)
- 1952: Des Teufels Erbe (The Devil Makes Three)
- 1957: Düsenjäger (Jet Pilot) (gedreht 1950–1953)
- 1959: The Woman on Pier 13